# Pseudogerespa adjutus
Pseudogerespa adjutus là một loài bướm đêm trong họ Erebidae.